# 小行星15077
小行星15077（15077 Edyalge）是一颗绕太阳运转的小行星，为主小行星带小行星。该小行星于1999年2月2日发现。

## 轨道参数
小行星15077的轨道半长轴为2.9432274 UA，离心率为0.048。